# Isola Wales (Nunavut)
L'isola Wales (Shartoo in inuktitut) è un'isola canadese.

## Geografia
L'isola Wales è una delle numerose isole dell'arcipelago artico canadese ed appartiene amministrativamente alla Regione di Qikiqtaaluk nel Nunavut.Con una superficie di 1.137 km² l'isola si colloca al 297º posto tra isole più grandi del mondo e distante circa 1,5 km dalla Penisola di Melville. L'altezza massima raggiunta dall'isola è di 80 metri s.l.m..